# DESY

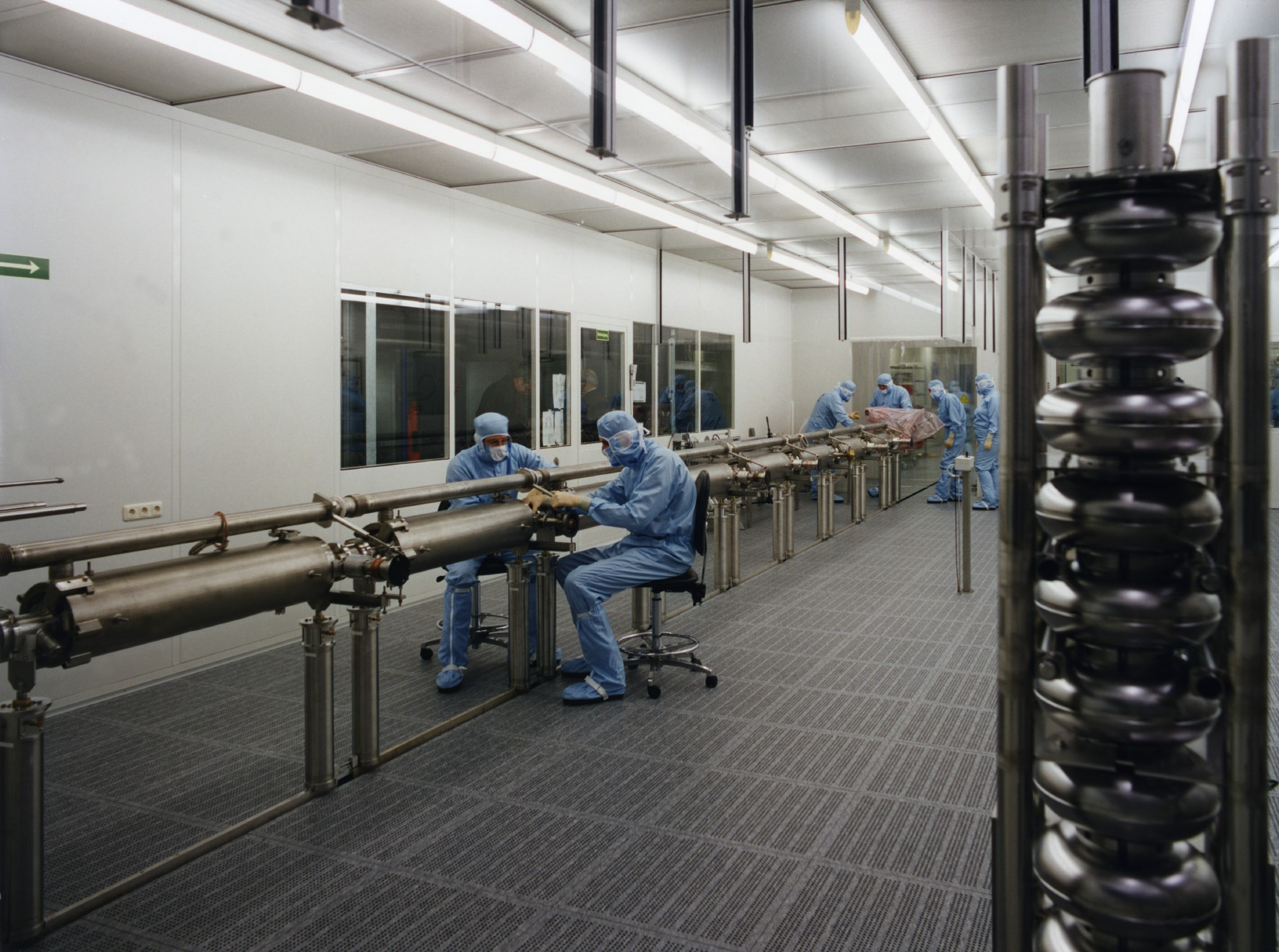
Os ressonadores supercondutores usados nos aceleradores lineares do laser de elétrons livres FLASH e do laser de raios X europeu XFEL são processados e montados em uma sala limpa.

DESY (sigla em alemão para Deutsches Elektronen-Synchrotron, Síncrotron Alemão de Elétrons) é um centro nacional de pesquisa em ciência fundamental localizado em Hamburgo e Zeuthen, perto de Berlim, na Alemanha. Opera aceleradores de partículas usados para investigar a estrutura, dinâmica e função da matéria, e conduz um amplo espectro de pesquisa científica interdisciplinar em quatro áreas principais: física de partículas e altas energias; ciência de fótons; física de astropartículas; e o desenvolvimento, construção e operação de aceleradores de partículas. Seu nome refere-se ao seu primeiro projeto, um síncrotron de elétrons. O DESY é financiado publicamente pela República Federal da Alemanha e pelos Estados Federais de Hamburgo e Brandemburgo e é membro da Associação Helmholtz.

## Funções e missão
A função do DESY é conduzir pesquisas fundamentais para fins exclusivamente civis e pacíficos. É especializada em desenvolvimento, construção e operação de aceleradores de partículas, física de partículas, física de astropartículas e pesquisa em ciência de fótons para explorar as relações fundamentais entre a estrutura, dinâmica e função da matéria. Em cooperação com as suas organizações parceiras, a sua investigação científica em fótons abrange física de superfícies, ciência dos materiais, química, biologia molecular, geofísica e medicina através da utilização de radiação síncrotron e lasers de electrões livres.
Além de operar suas próprias grandes instalações de aceleradores, a DESY participa de muitos grandes projetos de pesquisa internacionais, por exemplo, o Laser Europeu de Elétrons Livres de Raios-X na Alemanha, o Grande Colisor de Hádrons na Suíça, o experimento Belle II no Japão, o Observatório de Neutrinos IceCube no Polo Sul e o conjunto mundial de Cherenkov Telescope Array.

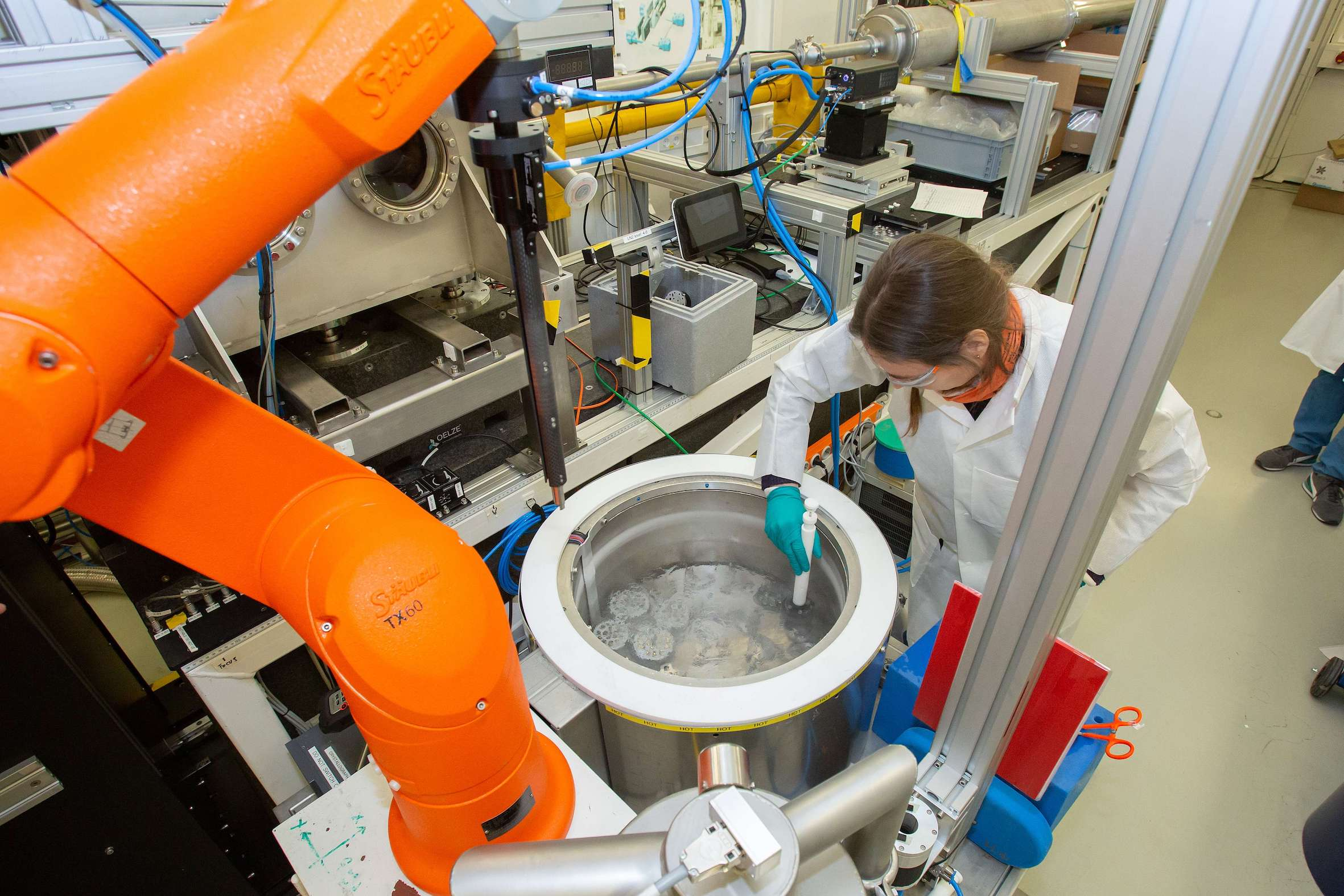
Experimentos para investigar o vírus SARS-CoV-2 na fonte de radiação síncrotron PETRA III no DESY

## Áreas de pesquisa
A pesquisa no DESY está organizada em quatro divisões: Aceleradores, Ciência de Fótons, Física de Partículas e Física de Astropartículas.

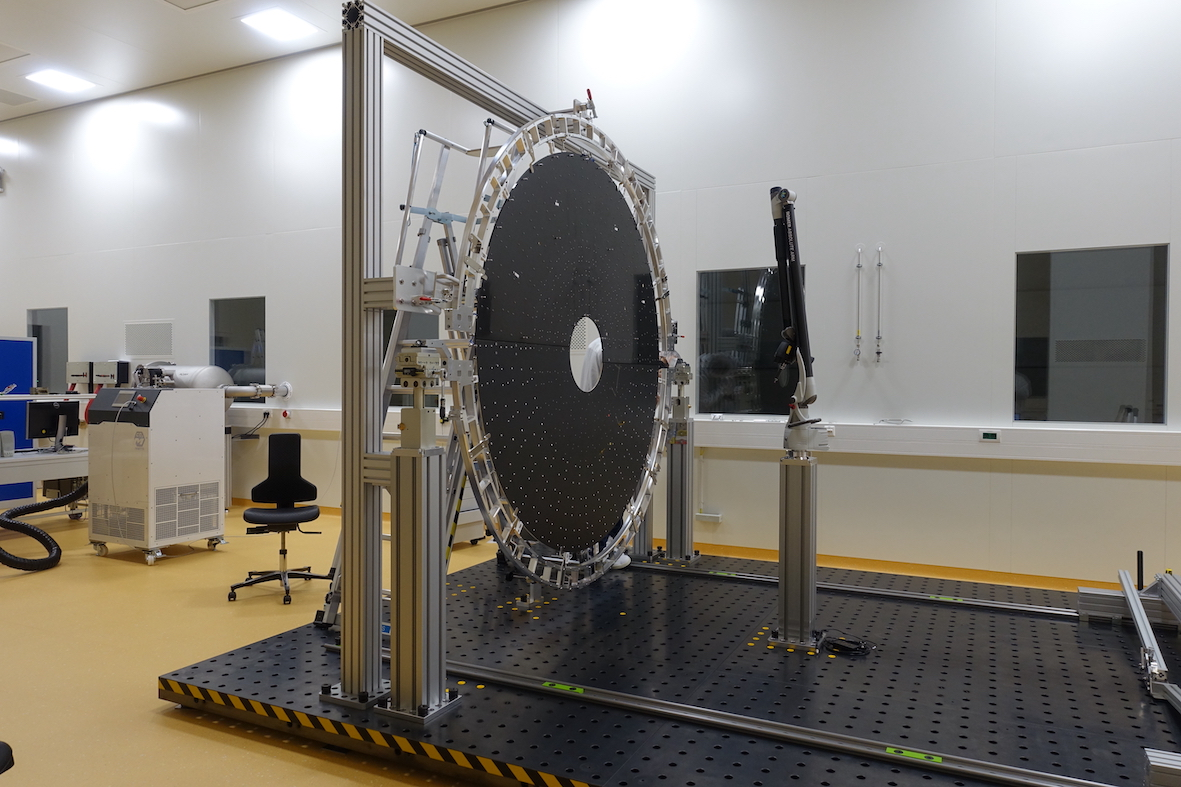
No Detector Assembly Facility (DAF) da DESY, novos detectores de rastreamento de silício mais resistentes à radiação e precisos são produzidos para os experimentos ATLAS e CMS no acelerador LHC no CERN (aqui para CMS).

A divisão Accelerator desenvolve tecnologias fundamentais para as instalações de aceleradores que a DESY e seus parceiros usam em sua missão científica. Para além do funcionamento e do desenvolvimento das instalações existentes (projectos PETRA IV e FLASH2020+, expansão do XFEL europeu), as actividades essenciais incluem a investigação de novos conceitos de aceleradores, em particular a aceleração de campos de vigília a plasma, e a melhoria da tecnologia de aceleradores de radiofrequência supercondutores.
Na divisão Photon Science, fótons estão sendo usados para estudar a estrutura, dinâmica e função da matéria. Para isso, a divisão desenvolve, constrói e opera linhas de luz e experimentos nas fontes de luz DESY PETRA III e FLASH. Todos os anos, mais de 3 000 pesquisadores – a maioria deles de universidades, mas também de instituições de pesquisa não universitárias e da indústria – de mais de 40 países realizam experimentos nas fontes de luz e nos laboratórios do DESY.  O espectro da investigação abrange desde a investigação básica à investigação aplicada e colaborações industriais em física, química, biologia, medicina, ciências da vida, ciências da terra, investigação dos materiais, bem como o estudo do património cultural.

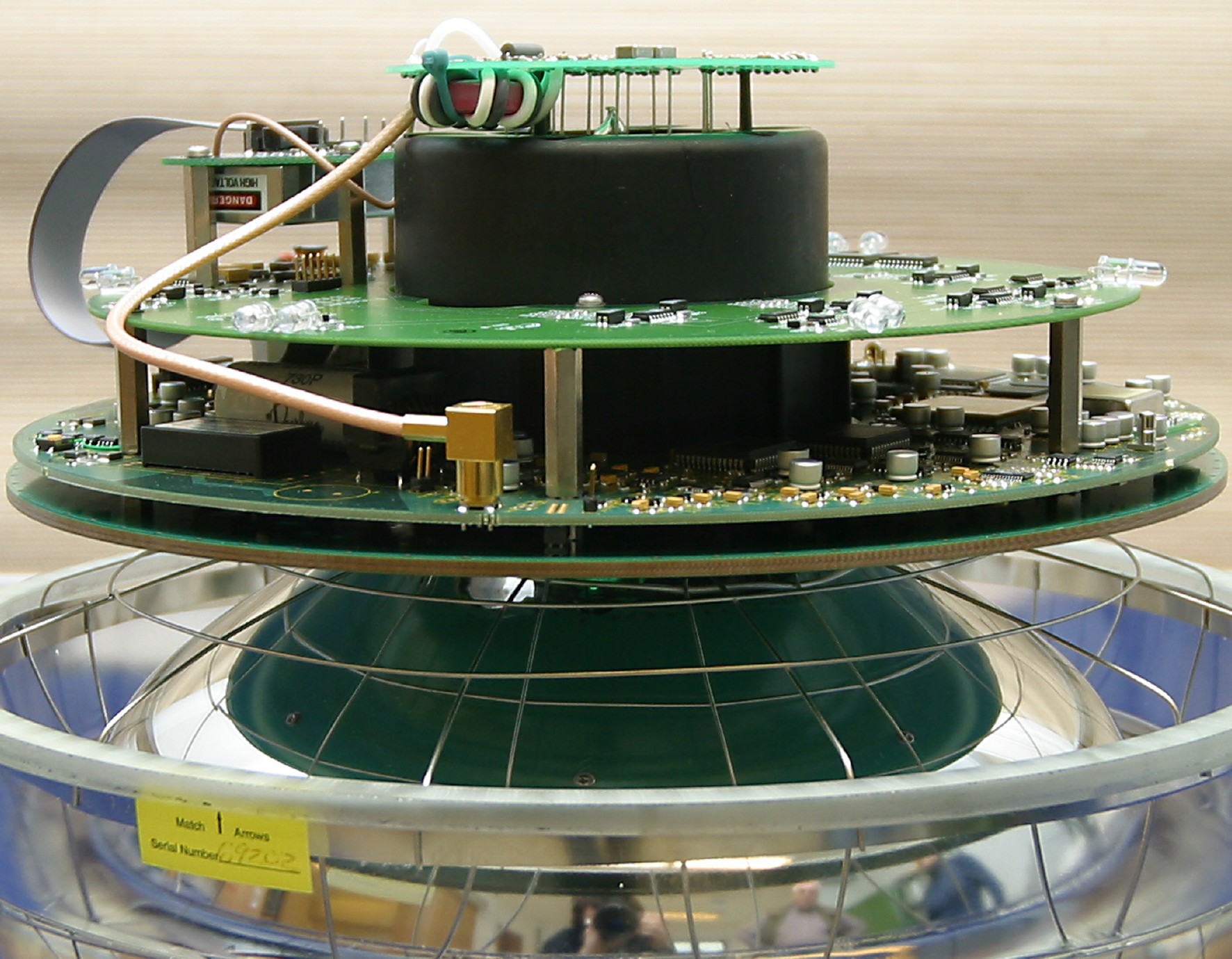
A DESY produz uma grande parte dos módulos ópticos digitais para o observatório de neutrinos IceCube no Polo Sul.

A divisão de Física de Partículas está envolvida nos experimentos em grande escala no Grande Colisor de Hádrons (LHC) no CERN, perto de Genebra. Como parte das colaborações internacionais que executam os experimentos ATLAS e CMS, a DESY contribui para muitos desenvolvimentos no LHC, desde o projeto de hardware e análise de dados até os preparativos para as atualizações planejadas. A DESY também participa do experimento Belle II no colisor elétron-pósitron SuperKEKB no centro de pesquisa KEK em Tsukuba, Japão, bem como em desenvolvimentos para possíveis futuros colisores lineares elétron-pósitron. Também é ativo em física teórica de partículas.
A divisão de Física de Astropartículas investiga processos de alta energia no universo. Detectores e telescópios são usados para analisar neutrinos e raios gama do espaço, que podem fornecer informações sobre fenômenos cósmicos: buracos negros, estrelas explodindo e explosões de radiação de extrema intensidade. Para este fim, o DESY está envolvido nos telescópios gama MAGIC, H.E.S.S. e VERITAS, bem como no Fermi Gamma-ray Space Telescope, e contribui para o planejado Cherenkov Telescope Array (CTA). É o segundo maior parceiro do observatório IceCube no Polo Sul.

## Transferência de conhecimento e tecnologia
O DESY tem como objetivo promover as empresas em fase de arranque e trazer o know-how da investigação fundamental para a aplicação. Oferece às empresas comerciais apoio para questões industriais, por exemplo, através do acesso especial da indústria a fontes de fótons e laboratórios, desenvolve ideias, aplicações e produtos baseados em investigação fundamental, e apoia os seus funcionários na fundação de start-ups baseadas nas tecnologias DESY nas regiões de Hamburgo e Brandeburgo. A DESY oferece às start-ups acesso a escritórios, laboratórios e oficinas na DESY Innovation Village e nos Start-up Labs Bahrenfeld, estabelecidos em conjunto com a Universidade de Hamburgo e a Cidade Livre e Hanseática de Hamburgo.